# Joris Hoefnagel

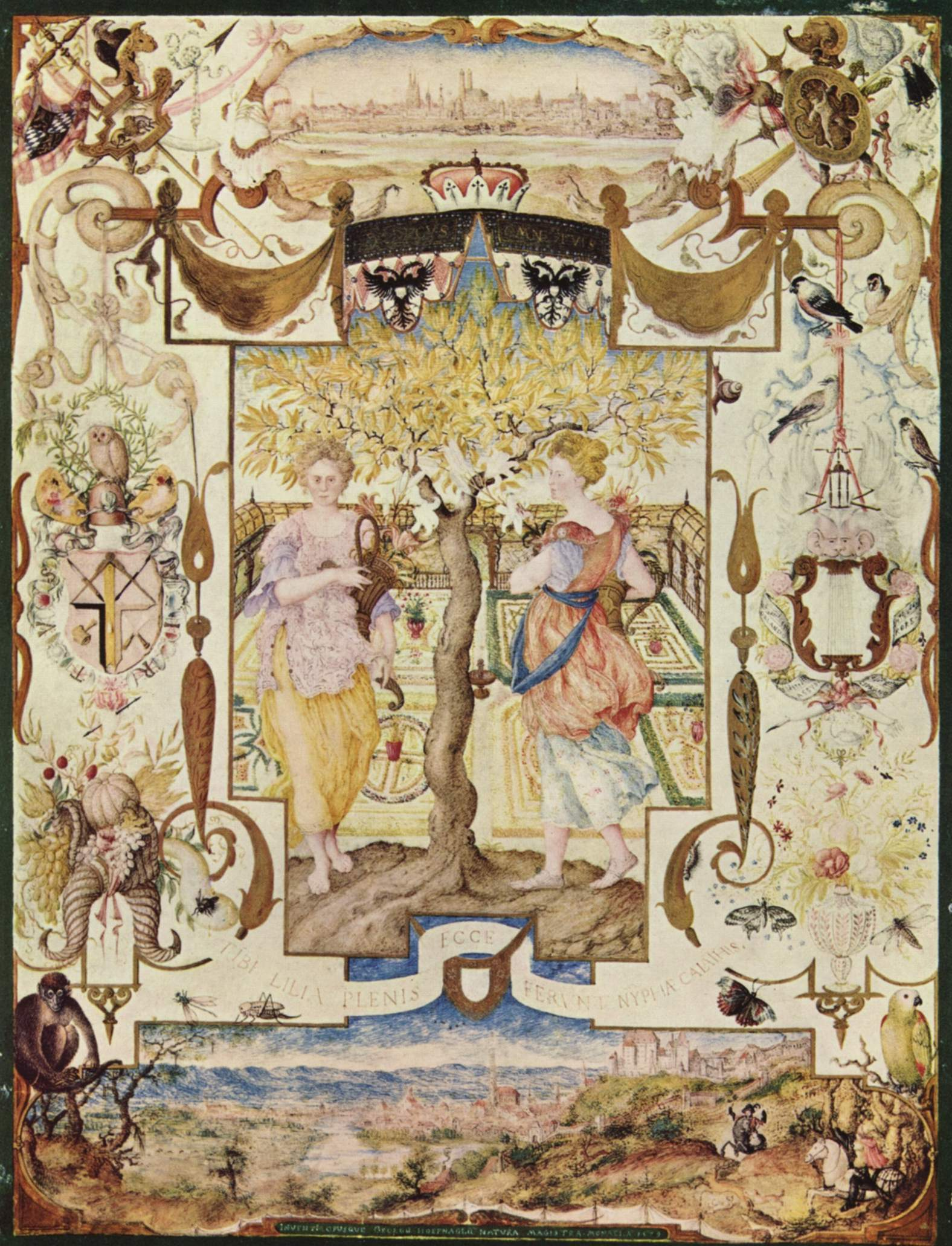
Il giardino delle ninfe

Georg Hoefnagel o Hufnagel (Anversa, 1542 – Vienna, 9 settembre 1600) è stato un pittore, cartografo ed illustratore fiammingo.

## Biografia
Hoefnagel appartiene al periodo di transizione tra la miniatura medievale e le pittura di natura morta del Rinascimento. Rappresentativo di questa epoca, caratterizzata da una grande sete di conoscenza e curiosità, Hoefnagel coltivò vari interessi: dai componimenti poetici in latino, dalla musica allo studio delle lingue. Artista variegato, realizzò raffinati disegni, dettagliate carte, pitture ad olio e illustrazioni per testi di grande importanza.
Nato in una ricca famiglia di mercanti di diamanti, sebbene manifestamente dotato per le arti fin dalla sua giovane età, fu costretto da suo padre di lavorare nell'impresa familiare. Studiò però presso Hans Bol (1543-1593) e compì viaggi in Gran Bretagna, in Francia ed in Spagna realizzando numerosi disegni topografici che utilizzò più in seguito per pubblicare un atlante in sei volumi. All'autunno 1577, dopo l'invasione di Anversa da parte delle truppe spagnole, Hoefnagel ed il cartografo Abramo Ortelio compirono dei viaggi in Europa.

## Opere
Venne nominato artista di corte da Alberto V, duca di Baviera, presso la quale portò a termine la sua prima grande opera dedicata alla storia naturale. Nel 1591, Hoefnagel lavorò presso la corte dell'imperatore tedesco Rodolfo II, celebre per la sua Wunderkammer che lo appassionava a tal punto da portarlo a trascurare gli affari di stato. Hoefnagel, aiutato da suo figlio Jacob (1575-1630) dipinge il suo tesoro zoologico. Questo opera, conservata alla biblioteca nazionale di Vienna, la Hofbibliothek, comprende 90 pitture ad olio di uccelli ed include in particolare un'illustrazione del dodo.
Tra le opere da lui illustrate: citiamo Civitates orbis terrarum (Le città del mondo), (1572) di Georg Braun (1541-1622), canonico della cattedrale di Colonia. È il primo atlante dedicato alle città del mondo; comprende 363 piante di 480 città. Questo libro conobbe un successo considerevole e verrà ripubblicato regolarmente fino al XVIII secolo. Questo atlante fu preceduto nel 1570 dal Theatrum orbis terrarum di Abraham Ortelius (1527-1598).
Le opere di Hoefnagel sono visibili nei musei:
- J. Paul Getty Museum di Los Angeles.
- Metropolitan Museum of Art di New York.
- National Gallery of Art di Washington.
- British Museum di Londra.
- Fine Arts Museums di San Francisco.